# Canção do Mar
Canção do Mar (с порт. — «Песня моря») — песня португальской исполнительницы Амалии Родригеш в стиле фаду. Впервые прозвучала в фильме «Влюбленные из Тахо» (Les amants du Tage) под названием Solidão. Сингл был выпущен в 1955 году.
Стиль фаду, согласно самой распространенной версии, появился в Лиссабоне в середине XIX века и характеризуется скорбными меланхоличными мелодиями и текстами, часто о море или жизни бедняков. В 2011 году фаду было внесено в список нематериального культурного наследия человечества ЮНЕСКО..

## Создание и популярность
Песня была написана Фредерико де Брито и Феррером Триндаде и появилась в качестве саундтрека к фильму «Влюбленные из Тахо». Первая версия Canção do Mar, исполненная известной фадиштой Амалией Родригеш, называлась «Solidão» (рус. Одиночество) и отличалась по тексту.

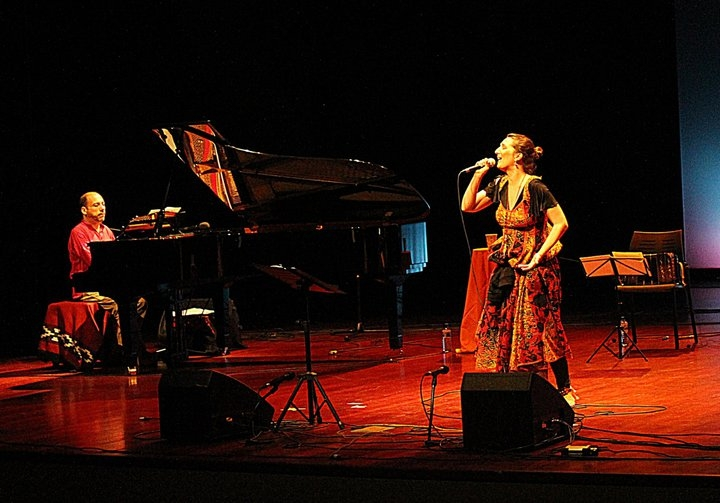
Дульсе Понтеш на концерте

В 1961 году песню выпустил Тристан да Силва уже с оригинальным названием. В 1987 свой вариант записала Anamar. Песня вошла в альбом «Almanave», получившим платиновый статус.
Наиболее широкое распространение Canção do Mar получила в исполнении португальской исполнительницы Дульсе Понтеш. Выпущенная в 1993 году песня попала в альбом Lágrimas и была включена в саундтрек фильма «Первобытный страх» по просьбе Ричарда Гира . В 2013 инструментальная версия Понтеш стала основной музыкальной темой сериала Саутленд.
Для своего португалоязычного альбома Ao Meu Brasil, вышедшего в 2001 году, Canção do Mar (Canción del Mar) записал Хулио Иглесиас.
Композицию неоднократно исполняла российская фолк-рок певица Пелагея, в том числе на проекте «Голос»: в рамках финала 1 сезона в дуэте с Эльмирой Калимуллиной и на большом концерте с Рагдой Ханиевой[значимость факта?].

## Иноязычные версии
Существует много иноязычных версий «Canção do Mar», среди которых :

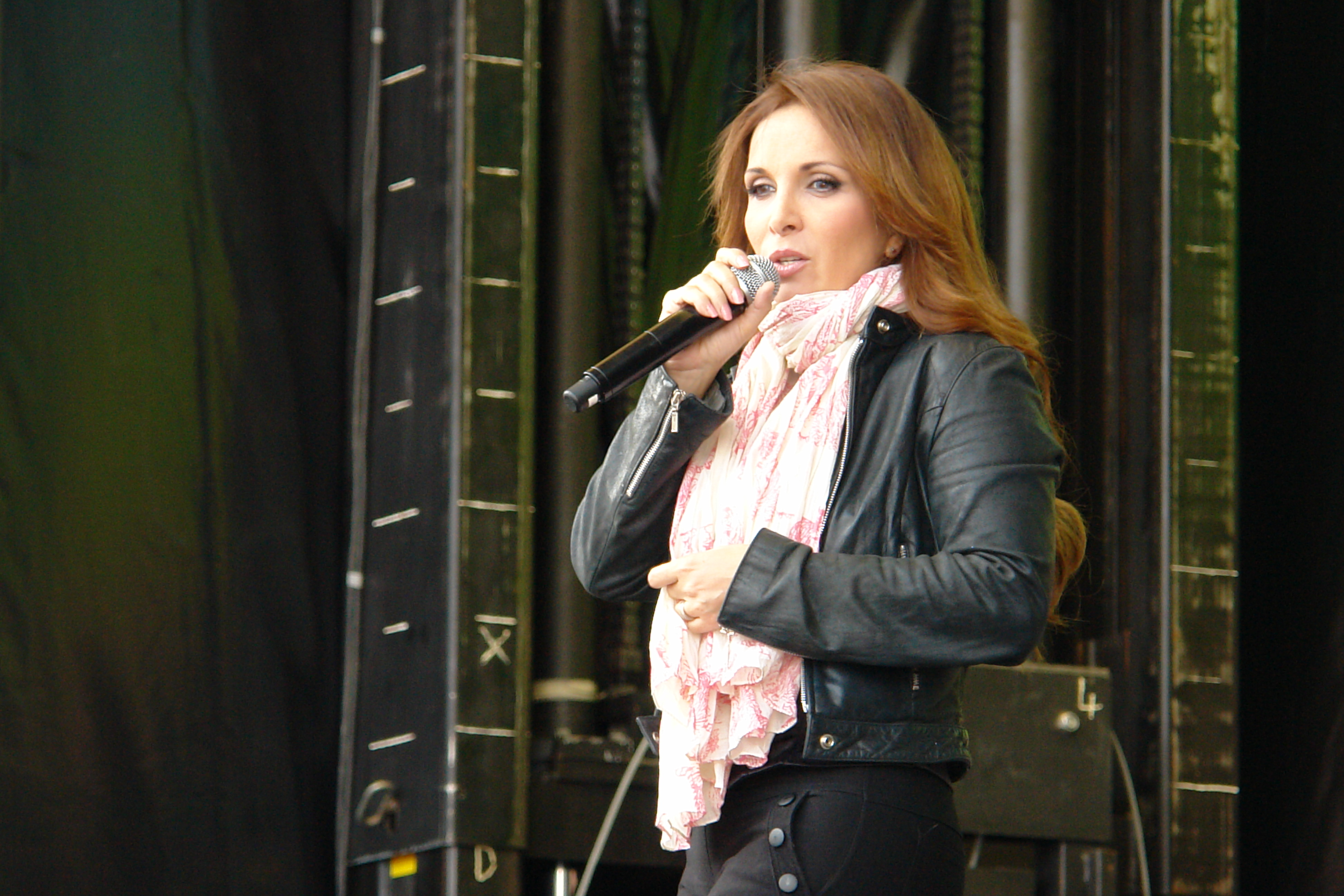
Элен Сегара выступает на Le Beau Vélo de Ravel, Бельгия, 2012

- французский: Элен Сегара — «Elle tu l'aimes»;
- испанский: Ченоа — «Oye, mar»;
- немецкий: Мильва — «Das Ja zum Leben»;
- турецкий: Седен Гюрель — «Ben kadınım»;
- греческий: Адамантия Стаматополу — «Ftes esi»;
- персидский: Шэйни Ригсби — «Bargard Be Man»;
- финский: Аннелли Сааристо — «Liian onnellinen»;
- английский: Сара Брайтман — «Harem»